# Skällträsket, Västerbotten
Skällträsket är en sjö i Vindelns kommun i Västerbotten och ingår i Umeälvens huvudavrinningsområde. Sjön har en area på 0,397 kvadratkilometer och ligger 259,1 meter över havet. Sjön avvattnas av vattendraget Skällbergsbäcken.

## Delavrinningsområde
Skällträsket ingår i det delavrinningsområde (714925-167974) som SMHI kallar för Mynnar i Hjuksån. Medelhöjden är 255 meter över havet och ytan är 15,11 kvadratkilometer. Det finns inga avrinningsområden uppströms utan avrinningsområdet är högsta punkten. Skällbergsbäcken som avvattnar avrinningsområdet har biflödesordning 4, vilket innebär att vattnet flödar genom totalt 4 vattendrag innan det når havet efter 106 kilometer. Avrinningsområdet består mestadels av skog (80 procent). Avrinningsområdet har 0,49 kvadratkilometer vattenytor vilket ger det en sjöprocent på 3,2 procent.